# Nordamerikanische Meisterschaften im Biathlon 2009
Die Nordamerikanische Meisterschaften im Biathlon 2009 wurden vom 26. bis 29. März des Jahres im kanadischen Valcartier ausgetragen. Es waren zugleich die kanadischen Meisterschaften und das Finale des Biathlon-NorAm-Cups 2008/09.

## Männer

### Einzel 20 km
| Platz | Sportler          | Zeit    | Schieß- fehler |
| ----- | ----------------- | ------- | -------------- |
| 1     | Robin Clegg       | 0-1-0-1 | 55:42.0        |
| 2     | Tyson Smith       | 0-0-0-0 | +26.0          |
| 3     | Russell Currier   | 1-1-1-1 | +2:00.0        |
| 4     | Jaime Robb        | 0-1-0-4 | +2:20.0        |
| 5     | Brendan Green     | 0-2-0-3 | +3:32.0        |
| 6     | Marc-André Bédard | 1-3-0-1 | +4:00.0        |
| 7     | Nathan Smith      | 1-2-1-2 | +4:09.0        |
| 8     | Scott Perras      | 1-2-1-1 | +4:17.0        |
| 9     | Kevin Patzoldt    | 1-0-1-1 | +4:23.0        |
| 10    | Patrick Côté      | 2-1-1-0 | +5:06.0        |
| 11    | Maxime Leboeuf    | 2-1-0-1 | +5:14.0        |
| 12    | Mateusz Stachura  | 1-1-1-2 | +5:17.0        |
| 13    | Dan Campbell      | 1-2-0-1 | +5:20.0        |
| 14    | François Leboeuf  | 1-3-0-0 | +5:42.0        |
| 15    | Zach Hall         | 2-0-2-1 | +5:48.0        |
| 16    | Bill Bowler       | 2-0-1-3 | +5:52.0        |
| 17    | Sam Morse         | 1-2-1-3 | +8:06.0        |
| 18    | Jesse Downs       | 0-2-1-3 | +8:14.0        |
| 19    | David Johns       | 0-2-2-1 | +8:40.0        |
| 20    | Brian Olsen       | 3-0-0-0 | +8:55.0        |
| 21    | Duncan Douglas    | 2-2-3-0 | +9:21.0        |
| 22    | Blake Hillerson   | 0-1-0-1 | +10:07.0       |
| 23    | Jon Skinstad      | 1-3-2-2 | +10:51.0       |
| 24    | Philip Eriksson   | 1-2-1-2 | +15:54.0       |
| 25    | Eli Walker        | 2-1-1-1 | +19:51.0       |
| 26    | Marty Smith       | 5-4-5-3 | +20:54.0       |
| 27    | Johnathon Forward | 1-4-1-2 | +22:04.0       |

Datum: Donnerstag, 26. März 2009

Es waren 27 Athleten aus am Start. Das Juniorenrennen gewannen die US-Amerikaner Wynn Roberts vor Leif Nordgren und dem Kanadier Matt Neumann.

### Sprint 10 km
| Platz | Sportler          | Zeit | Schieß- fehler |
| ----- | ----------------- | ---- | -------------- |
| 1     | Scott Perras      | 2-1  | 28:42.0        |
| 2     | Marc-André Bédard | 1-3  | +38.0          |
| 3     | Jaime Robb        | 1-4  | +59.0          |
| 4     | Nathan Smith      | 2-2  | +1:14.0        |
| 5     | Brendan Green     | 2-1  | +1:17.0        |
| 6     | Tyson Smith       | 1-0  | +1:18.0        |
| 7     | Kevin Patzoldt    | 1-1  | +1:22.0        |
| 8     | Russell Currier   | 1-3  | +1:46.0        |
| 9     | Zach Hall         | 1-1  | +1:54.0        |
| 10    | Sam Morse         | 1-0  | +1:56.0        |
| 11    | Jesse Downs       | 2-1  | +2:06.0        |
| 12    | François Leboeuf  | 2-2  | +2:13.0        |
| 13    | Mateusz Stachura  | 3-1  | +2:17.0        |
| 14    | Maxime Leboeuf    | 3-0  | +2:32.0        |
| 15    | Duncan Douglas    | 2-1  | +2:33.0        |
| 16    | Dan Campbell      | 3-2  | +3:06.0        |
| 17    | Bill Bowler       | 2-4  | +3:26.0        |
| 18    | Patrick Côté      | 1-3  | +3:27.0        |
| 19    | Brian Olsen       | 0-2  | +3:32.0        |
| 20    | David Johns       | 3-2  | +4:16.0        |
| 21    | Nigel Kinney      | 2-1  | +4:53.0        |
|       | Jon Skinstad      | 4-2  | +4:53.0        |
| 23    | Marty Smith       | 3-3  | +5:01.0        |
| 24    | Blake Hillerson   | 1-3  | +5:55.0        |
| 25    | Philip Eriksson   | 0-1  | +6:29.0        |
| 26    | Johnathon Forward | 1-1  | +7:06.0        |
| 27    | Eli Walker        | 1-3  | +9:53.0        |
| dnf   | Robin Clegg       | 1-   |                |

Datum: Donnerstag, 28. März 2009

Es starteten 28 Biathleten, von denen 27 das Rennen beendeten. Nicht ins Ziel kam der Sieger des Einzels, Robin Clegg. Das Juniorenrennen gewann Leif Nordgren vor seinem US-amerikanischen Landsmann Wynn Roberts und dem Kanadier Matt Neumann.

## Frauen

### Einzel 15 km
| Platz | Sportler            | Zeit    | Schieß- fehler |
| ----- | ------------------- | ------- | -------------- |
| 1     | Tracy Barnes        | 1-2-1-0 | 1:02:19.0      |
| 2     | Megan Imrie         | 1-2-1-1 | +2:17.0        |
| 3     | Carolyn Bramante    | 1-0-0-2 | +3:24.0        |
| 4     | Annelies Cook       | 3-0-0-2 | +5:00.0        |
| 5     | BethAnn Chamberlain | 1-1-1-1 | +5:27.0        |
| 6     | Laura Spector       | 3-3-2-1 | +5:44.0        |
| 7     | Sara Studebaker     | 1-1-0-3 | +6:03.0        |
| 8     | Jennifer Wygant     | 1-1-1-1 | +7:12.0        |
| 9     | Susan Dunklee       | 1-4-4-2 | +9:36.0        |
| 10    | Melanie Schultz     | 2-1-1-2 | +10:17.0       |
| 11    | Becky Puiras        | 0-3-3-2 | +10:21.0       |
| 12    | Claude Godbout      | 2-3-1-2 | +10:35.0       |
| 13    | Lindsey Bolivar     | 0-2-1-1 | +11:49.0       |
| 14    | Alicia Hurley       | 1-2-1-2 | +16:08.0       |
| dnf   | Cynthia Clark       | 0-      |                |
| dsq   | Katrina Howe        | 2-3-0-2 | +28:24.0       |
| dns   | Sandra Keith        | ---     |                |

Datum: Donnerstag, 26. März 2009

Es starteten 16 von 17 gemeldeten Athletinnen. Bei den Juniorinnen traten nur Kanadierinnen an, es gewann Rosanna Crawford vor Jessica Sedlock und Angela Salvi. Nicht am Start des Juniorinnenrennens war trotz Meldung Megan Tandy.

### Sprint 7,5 km
| Platz | Sportler            | Zeit | Schieß- fehler |
| ----- | ------------------- | ---- | -------------- |
| 1     | Megan Imrie         | 0-1  | 31:07.0        |
| 2     | Lanny Barnes        | 0-0  | +1:11.0        |
| 3     | Laura Spector       | 1-0  | +1:21.0        |
| 4     | Haley Johnson       | 0-1  | +1:36.0        |
| 5     | Tracy Barnes        | 1-1  | +2:13.0        |
| 6     | Annelies Cook       | 1-2  | +2:37.0        |
| 7     | Sara Studebaker     | 1-1  | +2:38.0        |
| 8     | Susan Dunklee       | 4-1  | +2:54.0        |
| 9     | BethAnn Chamberlain | 1-1  | +3:06.0        |
| 10    | Carolyn Bramante    | 3-1  | +4:13.0        |
| 11    | Katrina Howe        | 1-3  | +4:23.0        |
| 12    | Claude Godbout      | 3-0  | +4:25.0        |
| 13    | Melanie Schultz     | 1-2  | +4:45.0        |
| 14    | Becky Puiras        | 3-2  | +4:47.0        |
| 15    | Lindsey Bolivar     | 1-1  | +5:41.0        |
| 16    | Jennifer Wygant     | 3-2  | +6:28.0        |
| 17    | Alicia Hurley       | 1-3  | +11:41.0       |
| dns   | Cynthia Clark       |      |                |

Datum: Donnerstag, 28. März 2009

Es starteten 17 von 18 gemeldeten Athletinnen. Bei den Juniorinnen traten erneut nur Kanadierinnen an und erneut gewann Rosanna Crawford, nun vor Megan Tandy und Jessica Sedlock.

## Mixed-Staffel 3 × 6 km
| Platz | Land                        | Sportler                                       | Zeit      | Strafrunden + Nachlader |
| ----- | --------------------------- | ---------------------------------------------- | --------- | ----------------------- |
| 1     | Kanada Quebec 1             | Marc-André Bédard Claude Godbout Robin Clegg   | 0:58:08.0 | 0+0 0+2                 |
| 2     | Vereinigte Staaten 1        | Kevin Patzoldt Tracy Barnes Russell Currier    | 0:58:54.0 | 0+0 1+0 2+0             |
| 3     | Vereinigte Staaten 3        | Jesse Downs Laura Spector Dan Campbell         | 0:59:14.0 | 0+0 1+0 0+0             |
| 4     | Vereinigte Staaten 2        | Zach Hall Lanny Barnes Sam Morse               | 0:59:36.0 | 0+0 0+2                 |
| 5     | Kanada Alberta 1            | Tyson Smith Melanie Schultz Jaime Robb         | 1:00:30.0 | 0+0 1+0 0+1             |
| 6     | Vereinigte Staaten 4        | Bill Bowler Annelies Cook Brian Olsen          | 1:01:48.0 | 1+1 0+0                 |
| 7     | Kanada Saskatchewan 1       | Mateusz Stachura Jodi Etcheverry Scott Perras  | 1:02:15.0 | 0+0 0+3                 |
| 8     | Vereinigte Staaten 5        | Nigel Kinney Sara Studebaker Blake Hillerson   | 1:03:04.0 | 0+0 1+0 0+0             |
| 9     | Kanada Quebec 2             | François Leboeuf Isabelle Abran Maxime Leboeuf | 1:04:42.0 | 0+0 3+0 0+0             |
| 10    | Vereinigte Staaten 6        | Marty Smith Carolyn Bramante Eli Walker        | 1:06:23.0 | 1+0 0+1 0+3             |
| 11    | Kanada Alberta 2            | Nathan Smith Tatiana Vukadinovic Jon Skinstad  | 1:06:29.0 | 0+0 2+0 3+0             |
| 12    | Kanada Ontario              | Alex Dumond Dave Endleman Alicia Hurley        | 1:09:15.0 | 1+0 1+1 0+0             |
| 13    | Vereinigte Staaten 7        | Dave Anana BethAnn Chamberlain Susan Dunklee   | 1:09:31.0 | 0+1 0+0                 |
| ––    | Composite 2                 | David Johns Ryan Burlingame Logan McMahon      | 1:13:30.0 | 3+0 0+1 2+2             |
| 14    | Kanada Nordwest-Territorien | Brendan Green Lindsey Bolivar Betsy Mawdsley   | 1:13:36.0 | 0+0 2+0 3+0             |
| 15    | Vereinigte Staaten 8        | Ted Hulbert Katrina Howe Jennifer Wygant       | 1:16:04.0 | 0+0 0+1 3+1             |
| ––    | Composite 1                 | Johnathon Forward Philip Eriksson Jerry Hynes  | 1:21:58.0 | 1+1 0+2 2+3             |

Datum: Donnerstag, 29. März 2009, 9:30 Uhr

Am Start waren 15 Mixed-Staffeln, die sich entweder aus zwei Männern und einer Frau, oder zwei Frauen und einem Mann zusammen setzten. Hinzu kamen zwei Staffeln (Composite) die außer Konkurrenz liefen und reine Männerstaffeln waren. Die US-Staffeln dominierte den Wettbewerb weitestgehend, da sie nach Leistungskriterien zusammengesetzt waren gegenüber den aufgrund der gleichzeitig stattfindenden kanadischen Meisterschaften nach Provinzen und Territorien eingeteilten Mannschaften. Bei den Juniorinnen und Junioren gewann die Staffel USA 1 in der Besetzung Leif Nordgren, Grace Boutot und Wynn Roberts vor den kanadischen Staffeln British Columbia 1 in der Besetzung Matt und Aaron Neumann sowie Megan Tandy und Quebec 1 mit Guillaume Carrier, Angela Salvi und Édouard Côté. Das Jugend-Rennen gewann die kanadische Staffel Alberta 1 mit Kurtis Wenzel, Tana Chesham und Scott Gow.

## Belege
1. ↑  Ergebnisse Männer Einzel (Memento vom 13. Februar 2014 im Internet Archive) (PDF; 178 kB)
2. ↑  Ergebnisse Männer Sprint (Memento vom 13. Februar 2014 im Internet Archive) (PDF; 176 kB)
3. ↑  Ergebnisse Frauen Einzel (Memento vom 13. Februar 2014 im Internet Archive) (PDF; 156 kB)
4. ↑  Ergebnisse Frauen Sprint (Memento vom 13. Februar 2014 im Internet Archive) (PDF; 162 kB)
5. ↑  Ergebnisse Mixed-Staffel (Memento vom 13. Februar 2014 im Internet Archive) (PDF; 185 kB)